# Анисимов, Виктор Витальевич
Ви́ктор Вита́льевич Ани́симов (30 мая 1938 — 18 февраля 2017) — советский, российский дипломат.
С 10 апреля 1987 по 20 февраля 1991 года — чрезвычайный и полномочный посол СССР на Сейшельских Островах.
С 10 апреля 1987 по 28 декабря 1993 года — чрезвычайный и полномочный посол СССР/Российской Федерации на Коморских Островах по совместительству.
Похоронен на Кунцевском кладбище в Москве.

## Публикации
- Польская Народная Республика: справочник. Анисимов,Виктор Витальевич, и др. М : Политиздат, 1974[4].
- Справочник пропагандиста-международника. Анисимов В. В., Анучкин-Тимофеев А. С., Выхухолев В. В. и др. ; под общ. ред. В. В. Загладина и В. В. Кортунова. М : Политиздат, 1978[5].